# Англоязычные камерунцы
Англоязычные камерунцы — люди с различным культурным происхождением, большинство из которых родом из англоязычных регионов Камеруна (Северо-Западный и Юго-Западный регионы). Эти регионы ранее были известны как Южный Камерун, будучи частью мандата Лиги Наций и подопечных территорий Организации Объединённых Наций, управляемых Великобританией. Англоязычным камерунцем считается любой, кто жил в Северо-Западном и Юго-Западном регионах Камеруна, кто получил образование в учреждениях, созданных по образцу британской системы образования и права. Два англоязычных региона Камеруна составляют 17 % от населения от 17 миллионов человек (2005 год).

## Политическое представительство

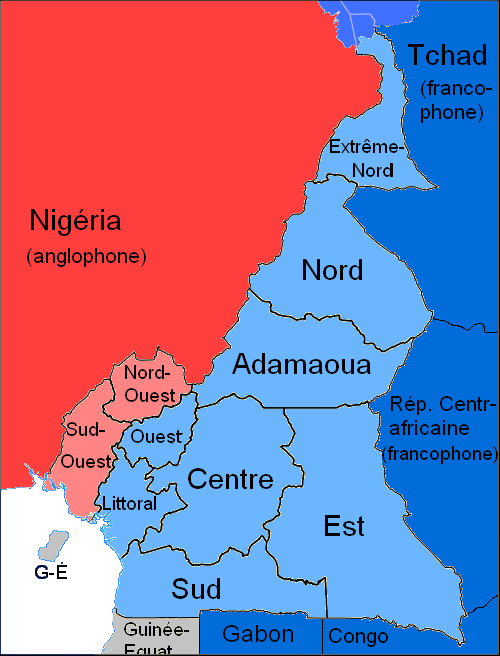
Карта распространения французского (синий) и английского (красный) как официальных языков Камеруна и соседний стран. В настоящее время англоязычных камерунцев около 16 %, а в 1976 году было 21 %

«Социал-демократический фронт», крупнейшая оппозиционная политическая партия в парламенте Камеруна, возглавляется англоговорящим лидером. Сепаратистские движения, в частности «Национальный совет Южного Камеруна» (SCNC) и «Организация народов Южного Камеруна» (SCAPO), призывают к отделению двух англоговорящих регионов от франкоговорящего Камеруна в ответ на упразднение в мае 1972 года федерации, образованной в 1961 году, и последующую маргинализацию англоговорящего меньшинства франкоговорящим большинством и его политическим руководством. По состоянию на март 2017 года только один из 36 министров правительства, контролирующих департаменты, является англоговорящим.

## Протесты (2016—2017) и реакция правительства
В ноябре 2016 года, после того как принятый в стране закон не был переведен на английский язык, англоязычные юристы начали протест в Баменде против центрального правительства за несоблюдение конституционной гарантии двуязычия. К ним присоединились учителя, протестующие против назначенцев центрального правительства с плохим знанием английского языка и простые граждане. В декабре силы безопасности Камеруна разогнали протесты, и по меньшей мере двое протестующих были убиты, а другие получили ранения.
Протестующих также обвиняли в насилии, однако жесткие репрессии правительства возродили призывы к восстановлению независимости Южного Камеруна, полученной 1 октября 1961 года. Были арестованы несколько протестующих, в том числе Нконго Феликс Агбор-Балла, президент «Консорциума гражданского общества англоязычных стран Камеруна», и Фонтем Неба, генеральный секретарь. «Консорциум гражданского общества англоязычных граждан Камеруна» был объявлен незаконной организацией правительством Камеруна 17 января 2017 года, а любые другие связанные с ним группы с похожими целями были запрещены. Организация Amnesty International призвала власти Камеруна освободить Агбор-Балла и Небу.
Центральное правительство Камеруна отключило интернет в англоязычных регионах в середине января и восстановило его в апреле 2017 года после запроса со стороны Организации Объединённых Наций. НПО «Интернет без границ» подсчитала, что отключение электроэнергии обошлось экономике Камеруна почти в 3 миллиона евро (3,2 миллиона долларов США).